# Ñuñoa
Ñuñoa är en kommun i Santiago, Chile belägen i Provincia de Santiago, Región Metropolitana de Santiago. Bland kommunens sevärdheter räknas fotbollsarenan Estadio Nacional.